# ウィル・ベスト
ウィリアム・ベスト（William Vest, 1995年6月6日 - ）は、アメリカ合衆国テキサス州ヒューストン出身のプロ野球選手（投手）。右投右打。MLBのデトロイト・タイガース所属。

## 経歴

### プロ入りとタイガース傘下時代
2017年のMLBドラフト12巡目（全体365位）でデトロイト・タイガースから指名され、プロ入り。契約後、傘下のA-級コネチカット・タイガースでプロデビュー。21試合に登板して3勝1敗2セーブ、防御率2.83、28奪三振を記録した。
2018年はA級ウェストミシガン・ホワイトキャップスとA+級レイクランド・フライングタイガースでプレーし、2球団合計で30試合に登板して4勝4敗5セーブ、防御率5.18、56奪三振を記録した。
2019年はA+級レイクランド、AA級エリー・シーウルブズ、AAA級トレド・マッドヘンズでプレーし、3球団合計で37試合に登板して3勝5敗8セーブ、防御率3.27、60奪三振を記録した。オフにはアリゾナ・フォールリーグに参加し、メサ・ソーラーソックスに所属した。
2020年はマイナーリーグが新型コロナウイルスの影響で試合が開催されなかったため、公式戦の登板は無かった。

### マリナーズ時代
2020年12月10日にルール・ファイブ・ドラフトでシアトル・マリナーズから指名され、移籍した。
2021年の開幕はメジャーで迎え、4月1日のサンフランシスコ・ジャイアンツとのシーズン開幕戦でメジャーデビューを果たした。その後、7月12日にDFAとなった。マリナーズでは32試合に登板して1勝0敗、防御率6.17、27奪三振を記録した。

### タイガース時代
2021年7月17日、ルール・ファイブ・ドラフトの規約でタイガースに戻ることになった。タイガース復帰後はAAA級トレドへ配属され、23試合に登板して1勝3敗2セーブ、防御率4.91、25奪三振を記録した。
2022年4月6日にメジャー契約を結んでアクティブ・ロースター入りし、2年連続で開幕をメジャーで迎えた。この年は59試合（先発2試合）に登板して3勝3敗1セーブ、防御率4.00、63奪三振を記録した。

## 選手としての特徴
フォーシームに加え、スライダー、チェンジアップの2球種を使う。

## 詳細情報

### 年度別投手成績
| 年 度    | 球 団    | 登 板 | 先 発 | 完 投 | 完 封 | 無 四 球 | 勝 利 | 敗 戦 | セ 丨 ブ | ホ 丨 ル ド | 勝 率 | 打 者 | 投 球 回 | 被 安 打 | 被 本 塁 打 | 与 四 球 | 敬 遠 | 与 死 球 | 奪 三 振 | 暴 投 | ボ 丨 ク | 失 点 | 自 責 点 | 防 御 率 | W H I P |
| -------- | -------- | ----- | ----- | ----- | ----- | -------- | ----- | ----- | -------- | ----------- | ----- | ----- | -------- | -------- | ----------- | -------- | ----- | -------- | -------- | ----- | -------- | ----- | -------- | -------- | ------- |
| 2021     | SEA      | 32    | 0     | 0     | 0     | 0        | 1     | 0     | 0        | 6           | 1.000 | 156   | 35.0     | 38       | 2           | 18       | 0     | 3        | 27       | 3     | 0        | 25    | 24       | 6.17     | 1.60    |
| 2022     | DET      | 59    | 2     | 0     | 0     | 0        | 3     | 3     | 1        | 4           | .500  | 272   | 63.0     | 62       | 6           | 22       | 0     | 3        | 63       | 7     | 0        | 30    | 28       | 4.00     | 1.33    |
| 2023     | DET      | 48    | 4     | 0     | 0     | 0        | 2     | 1     | 2        | 11          | .667  | 199   | 48.1     | 40       | 3           | 13       | 1     | 0        | 56       | 0     | 0        | 18    | 16       | 2.98     | 1.10    |
| 2024     | DET      | 69    | 0     | 0     | 0     | 0        | 3     | 4     | 2        | 14          | .429  | 289   | 70.1     | 61       | 3           | 18       | 2     | 3        | 63       | 4     | 0        | 23    | 22       | 2.82     | 1.12    |
| MLB：4年 | MLB：4年 | 208   | 6     | 0     | 0     | 0        | 9     | 8     | 5        | 35          | .529  | 916   | 216.2    | 201      | 14          | 71       | 3     | 9        | 209      | 14    | 0        | 96    | 90       | 3.74     | 1.26    |

- 2024年度シーズン終了時

### 年度別守備成績
| 年 度 | 球 団 | 投手（P） | 投手（P） | 投手（P） | 投手（P） | 投手（P） | 投手（P） |
| 年 度 | 球 団 | 試 合     | 刺 殺     | 補 殺     | 失 策     | 併 殺     | 守 備 率  |
| ----- | ----- | --------- | --------- | --------- | --------- | --------- | --------- |
| 2021  | SEA   | 32        | 4         | 6         | 1         | 2         | .909      |
| 2022  | DET   | 59        | 5         | 6         | 1         | 0         | .917      |
| 2023  | DET   | 48        | 1         | 5         | 0         | 0         | 1.000     |
| 2024  | DET   | 69        | 4         | 7         | 0         | 0         | 1.000     |
| MLB   | MLB   | 208       | 14        | 24        | 2         | 2         | .950      |

- 2024年度シーズン終了時

### 背番号
- 53（2021年）
- 19（2022年 - ）